# Arktikugol

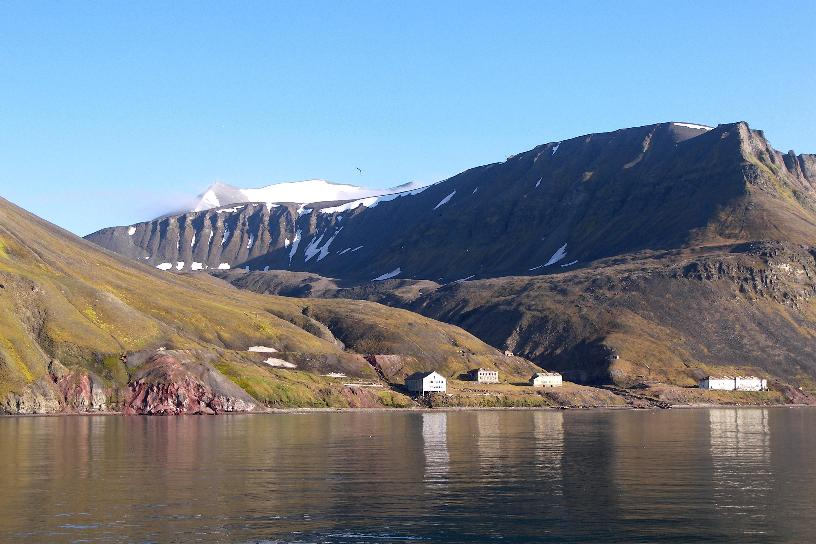
Ruiner i Grumant

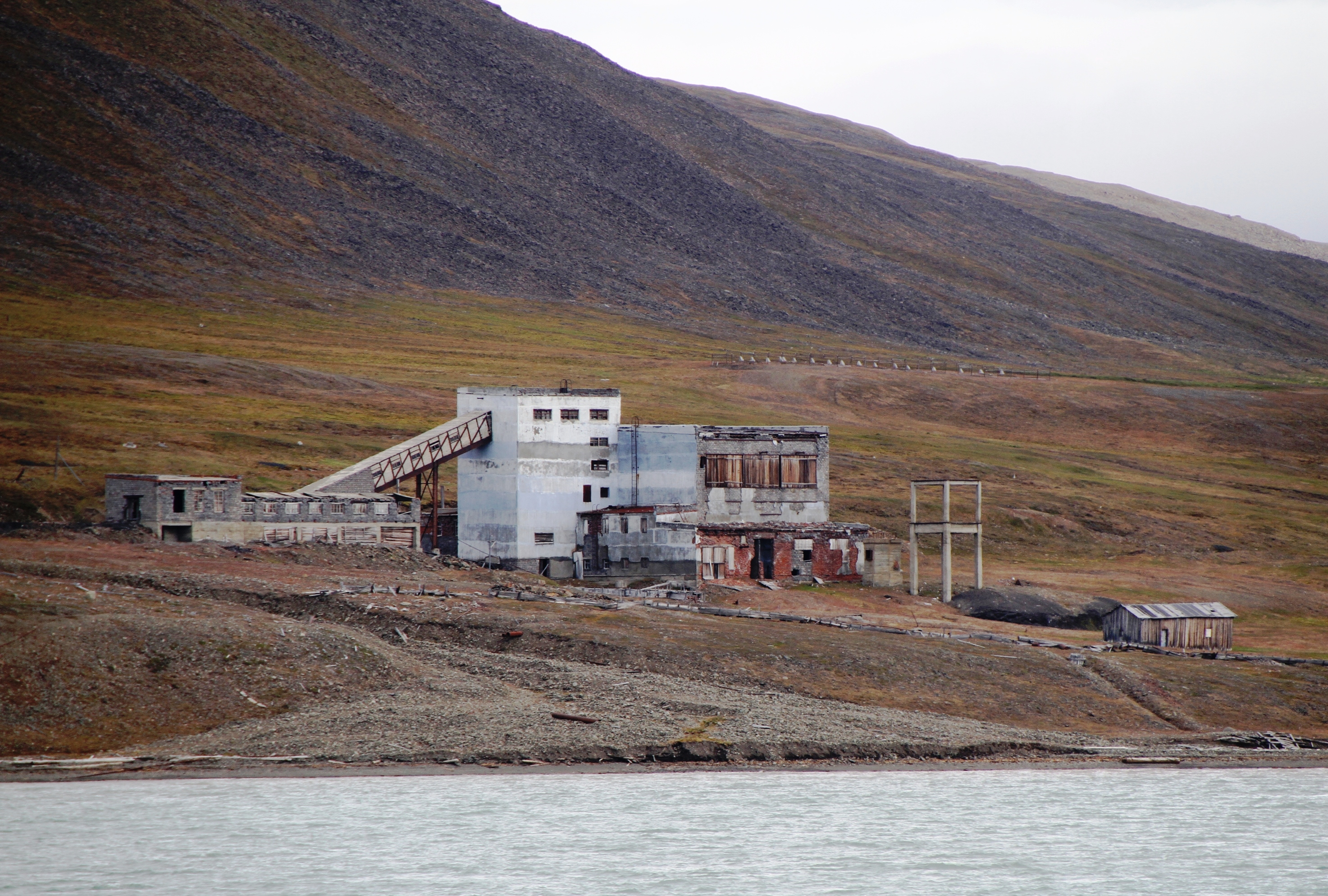
Rester av kolutskeppningsanläggningen i Colesbukta

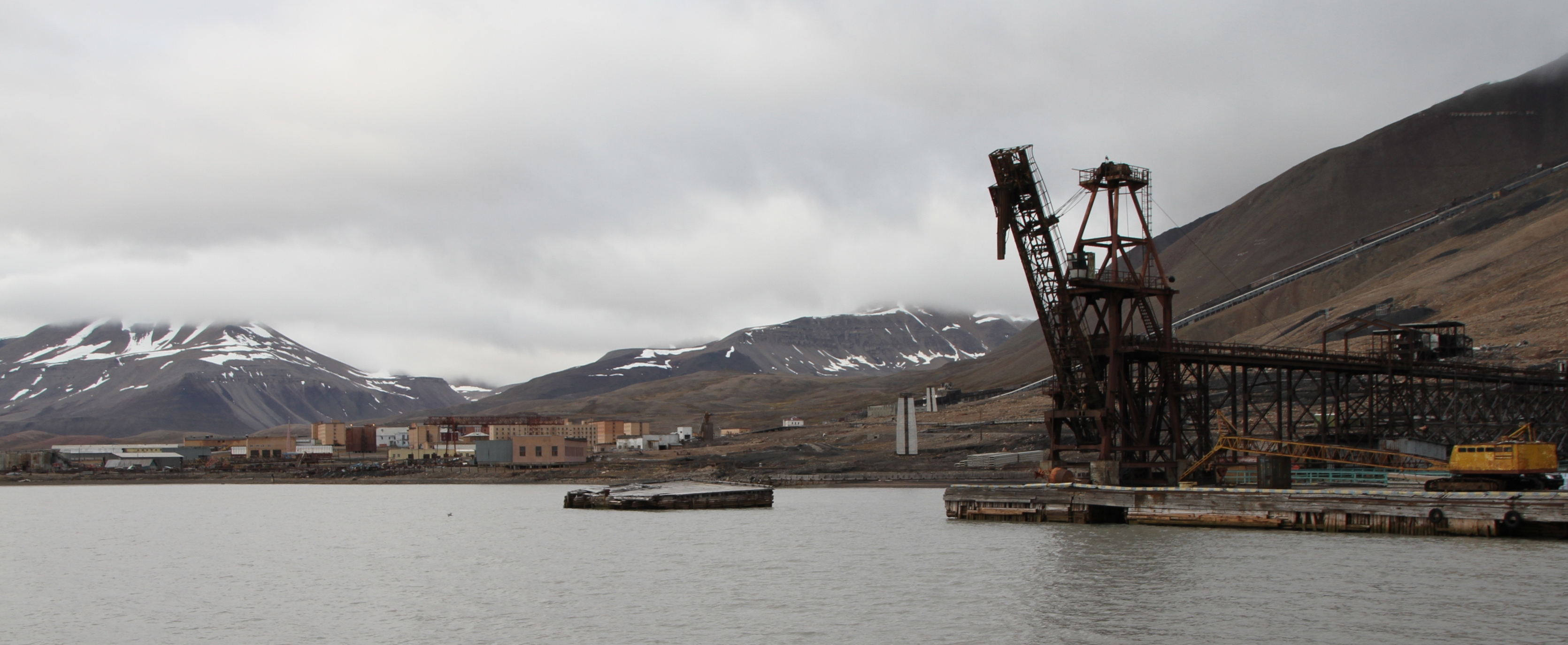
Hamnen i Pyramiden

Arktikugol (ryska; Арктикуголь, "Arktiskt kol", fullständigt namn Федеральное государственное унитарное предприятие государственный трест), är ett ryskt statligt kolgruveföretag, som bedriver verksamhet på Spetsbergen i Svalbard. Arktikugol bedriver idag begränsad kolbrytning i Barentsburg. Tidigare bröt det kol också i Pyramiden och i Grumant. 

## Historik
Den första ryska geologiska kolprospekteringsexpeditionen till Svalbard genomfördes 1912. Därvid undersöktes först områden i närheten av Bellsund och van Mijenfjorden. Senare vände expeditionen norrut till Isfjorden. I augusti 1912 mutade den in en fyndighet i Colesbukta. År 1920 bildades The Anglo Russian Grumant Company Ltd. för att driva gruvorten Grumant. Ryssland informerade i juni 1931 att bolaget Sojusljesprom skulle exploatera Grumant, och i juli anlände den första personalen. Ett gruvsamhälle anlades vid gruvan, medan en utskeppningshamn byggdes vid Colesbukta, fem kilometer därifrån. I november 1931 sålde det brittisk-ryska Grumant Co. alla sina gruvrättigheter till det då nygrundade Arktikugol. 
År 1932 köptes Barentsburg av nederländska intressenter, efter det att gruvan stängts 1926. Omkring 1932 hade Grumant 300 invånare och Barentsburg 500. Arktikugol bedrev därefter kolutvinning i Barentsburg och i Grumant till 1941. År 1939 hade anläggning av gruva och samhälle påbörjats också i Pyramiden, där produktion kom igång 1940. Andra världskrigets utbrott hade till en början liten inverkan på produktionen, men i augusti 1941 kom norska och brittiska myndigheter överens om att alla allierade bosättningar i Svalbard skulle evakueras. I slutet av augusti evakuerades såväl ryssar som norrmän från Spetsbergen. Den 8 september 1943 genomförde den tyska krigsmakten Operation Zitronella, vid vilken alla bosättningar vid Isfjorden, inklusive Barentsburg och Grumant, förstördes av artillerield från slagskeppen Tirpitz och Scharnhorst och nio jagare.
Vid slutet av andra världskriget fanns bosättningen i Pyramiden kvar intakt, medan Barentsburg och Grumant var förstörda. Arktikugol började återuppbyggnaden i november 1946. I Barentsburg och Grumant kom brytningen igång igen 1947, medan den i Pyramiden återstartade först 1955 och låg 1957 på 107.000 årston, högre än den i Grumant, och ungefär hälften av Barentburgs. 
År 1961 lades verksamheten ned i Grumant och i hamnen vid Colesbukta. Efter det att företaget statsbidrag minskade efter Sovjetunionens fall, stängdes Pyramiden 1998. 
Arktikugol privatiserades inte efter Sovjetunionens upplösning, och behöll under en period statliga subsidier. Ekonomiska problem ledde till att skolor och daghem stängdes 1995. Pyramiden lades ned 1998.

## Produktion
Arktikugol utvann 2016 omkring 120.000 ton kol, varav omkring 30.000 användes för elektricitets- och värmeproduktion i det lokala kraftvärmeverket. Bolaget hade omkring 270 anställda. 